# Kricktjärnen (Jörns socken, Västerbotten, 724399-170454)
Kricktjärnen är en sjö i Skellefteå kommun i Västerbotten och ingår i Byskeälvens huvudavrinningsområde.